# Comuna de Grębocice
Grębocice (polaco: Gmina Grębocice) é uma gminy (comuna) na Polónia, na voivodia de Baixa Silésia e no condado de Polkowicki. A sede do condado é a cidade de Grębocice.
De acordo com os censos de 2004, a comuna tem 5294 habitantes, com uma densidade 43,4 hab/km².

## Área
Estende-se por uma área de 121,89 km², incluindo:
- área agricola: 72%
- área florestal: 19%

## Demografia
Dados de 30 de Junho 2004:
|                      | Total   | Total | Mulheres | Mulheres | Homens  | Homens |
| -------------------- | ------- | ----- | -------- | -------- | ------- | ------ |
|                      | pessoas | %     | pessoas  | %        | pessoas | %      |
| População            | 5294    | 100   | 2625     | 49,6     | 2669    | 50,4   |
| Densidade (pop./km²) | 43,4    | 100   | 21,5     | 21,5     | 21,9    | 21,9   |

De acordo com dados de 2002, o rendimento médio per capita ascendia a 1737,68 zł.

## Subdivisões
- Bucze, Duża Wólka, Grębocice, Grodowiec, Grodziszcze, Krzydłowice, Kwielice, Obiszów, Ogorzelec, Proszyce, Retków, Rzeczyca, Stara Rzeka, Szymocin, Trzęsów, Wilczyn, Żabice.

## Comunas vizinhas
- Głogów, Jerzmanowa, Pęcław, Polkowice, Rudna